# Buj (flod)
Buj (russisk: Буй) er en flod i Perm kraj, Republikken Basjkortostan og Republikken Udmurtien i Rusland. Den er en venstre biflod til Kama, og er 228 km lang, med et afvandingsområde på 6530 km². 
Den udspringer i den sydlige del af Perm kraj, i Distriktet Kuyedinsky. Derefter løber den gennem den nordvestlige del af Basjkortostan og løber ind i floden Kama syd for byen Kambarka. 
Største bifloder:
- Venstre: Arey, Amzya
- Højre: Oshya, Piz.